# Millsburg
Millsburg är ett township i Liberia. Det ligger i Montserrado County, i den västra delen av landet, 24 km nordost om huvudstaden Monrovia.